# گنجینه عرفان
گنجینه عرفان: شرح غزل‌های حافظ کتابی از محمد معین است که اولین بار در سال ۱۳۹۹ منتشر شد.